# Ursula Schneider (Künstlerin, 1915)
Ursula Schneider (* 15. Dezember 1915 in Zürich; † 28. Juli 1978 ebenda) war eine Schweizer Keramikerin, Malerin, Zeichnerin und Architektin. Sie prägte massgeblich die Schweizer Keramiklandschaft der 1950er- und 1960er-Jahre.

## Leben und Werk
Ursula Schneider erlernte als Autodidaktin und unterstützt von Benno Geiger das Keramikhandwerk. Ca. 1940 arbeitete sie als Mitarbeiterin in den Bereichen Gestaltung, Design und Textilien im Architekturbüro ihres späteren Ehemann Hermann Schneider. Zusammen gründeten sie 1948 das Keramikatelier RABIUSLA in Zürich. Der Name ergab sich aus den Spitznamen der beiden Töchter Gabriele (Rabi) und Ursula (Usla). Ursula Schneider und ihr Mann entwarfen u. a. Keramik als architektonische Elemente für ihre Bauten. Nach Hermann Schneiders Tod übernahm sie 1950 die Führung des Architekturbüros.
Ursula Schneider entwickelte in den 1950er-Jahren in zahlreichen Experimenten die bis dato neuartige Technik der Malerei mit keramischer Glasur, deren Rezeptur es ihr erlaubte, Farbe und Glasur in einem Schritt zu kombinieren. Ihre Entwürfe waren zuerst in benachbarten Ländern und vor allem in Skandinavien begehrt. Ab den 1950er-Jahren eroberten sie auch zunehmend den US-amerikanischen Markt, nachdem ein Einkäufer des Warenhauses Saks Fifth Avenue ihre Keramiken für den Store in New York entdeckt hatte. 
Ursula Schneider war von 1963 bis 1978 Mitglied in der Schweizerischen Gesellschaft Bildender Künstlerinnen. In den späteren Jahren richtete sie ihr Interesse ausser auf die Architektur auf keramische Skulpturen und Wandreliefs. In den 1960er-Jahren gab sie die Tätigkeit als Architektin auf. 
Nach ihrem Tod übernahm ihr Sohn Andreas Schneider das Atelier.